# Olympische Sommerspiele 1976/Kanu – Einer-Canadier 500 m (Männer)
Die Wettkämpfe im Einer-Canadier über 500 Meter bei den Olympischen Sommerspielen 1976 wurde vom 28. bis 30. Juli auf der Île Notre-Dame ausgetragen.
Es wurden zwei Vorläufe, zwei Hoffnungsläufe, drei Halbfinals und ein Finale ausgetragen. 
Es war die erste Ausgabe des Canadier-Einers über 500 Meter bei Olympischen Sommerspielen.

## Ergebnisse

### Vorläufe
Die jeweils ersten drei Boote qualifizierten sich für die Halbfinals, die restlichen Boote für den Hoffnungslauf.

#### Lauf 1
| Rang | Athleten         | Nation             | Zeit        |
| ---- | ---------------- | ------------------ | ----------- |
| 1    | Wilfried Stephan | DDR                | 2:09,32 min |
| 2    | Ulrich Eicke     | BR Deutschland     | 2:11,79 min |
| 3    | Timo Grönlund    | Finnland           | 2:14,40 min |
| 4    | Atsunobu Ogata   | Japan              | 2:14,55 min |
| 5    | Pietro Bruschi   | Italien            | 2:16,44 min |
| 6    | Ryszard Kosiński | Polen              | 2:16,60 min |
| 7    | Angus Morrison   | Vereinigte Staaten | 4:56,70 min |

#### Lauf 2
| Rang | Athleten         | Nation      | Zeit        |
| ---- | ---------------- | ----------- | ----------- |
| 1    | Matija Ljubek    | Jugoslawien | 2:10,16 min |
| 2    | Károly Szegedi   | Ungarn      | 2:10,82 min |
| 3    | Borislaw Ananiew | Bulgarien   | 2:12,16 min |
| 4    | John Wood        | Kanada      | 2:12,60 min |
| 5    | Alexander Rogow  | Sowjetunion | 2:12,77 min |
| 6    | Göran Backlund   | Schweden    | 2:14,82 min |
| 7    | Ivan Patzaichin  | Rumänien    | 2:15,35 min |
| 8    | Roland Iche      | Frankreich  | 2:20,85 min |

### Hoffnungsläufe
Die ersten drei Boote der Hoffnungsläufe erreichten das Halbfinale.

#### Lauf 1
| Rang | Athleten         | Nation      | Zeit        |
| ---- | ---------------- | ----------- | ----------- |
| 1    | Ivan Patzaichin  | Rumänien    | 2:03,01 min |
| 2    | Alexander Rogow  | Sowjetunion | 2:04,70 min |
| 3    | Ryszard Kosiński | Polen       | 2:08,06 min |
| 4    | Atsunobu Ogata   | Japan       | 2:11,66 min |

#### Lauf 2
| Rang | Athleten       | Nation             | Zeit        |
| ---- | -------------- | ------------------ | ----------- |
| 1    | John Wood      | Kanada             | 2:04,90 min |
| 2    | Roland Iche    | Frankreich         | 2:06,47 min |
| 3    | Göran Backlund | Schweden           | 2:07,81 min |
| 4    | Pietro Bruschi | Italien            | 2:10,84 min |
| 5    | Angus Morrison | Vereinigte Staaten | 2:12,92 min |

### Halbfinalläufe
Die ersten drei Boote der Halbfinals erreichten das Finale.

#### Lauf 1
| Rang | Athleten         | Nation    | Zeit        |
| ---- | ---------------- | --------- | ----------- |
| 1    | Wilfried Stephan | DDR       | 2:07,00 min |
| 2    | John Wood        | Kanada    | 2:09,91 min |
| 3    | Borislaw Ananiew | Bulgarien | 2:11,23 min |
| 4    | Ryszard Kosiński | Polen     | 2:12,71 min |

#### Lauf 2
| Rang | Athleten        | Nation      | Zeit        |
| ---- | --------------- | ----------- | ----------- |
| 1    | Alexander Rogow | Sowjetunion | 2:06,83 min |
| 2    | Matija Ljubek   | Jugoslawien | 2:07,99 min |
| 3    | Roland Iche     | Frankreich  | 2:10,18 min |
| 4    | Timo Grönlund   | Finnland    | 2:17,39 min |

#### Lauf 3
| Rang | Athleten        | Nation         | Zeit        |
| ---- | --------------- | -------------- | ----------- |
| 1    | Károly Szegedi  | Ungarn         | 2:07,50 min |
| 2    | Ivan Patzaichin | Rumänien       | 2:09,34 min |
| 3    | Ulrich Eicke    | BR Deutschland | 2:11,05 min |
| 4    | Göran Backlund  | Schweden       | 2:13,83 min |

### Finale
| Rang | Athleten         | Nation         | Zeit        |
| ---- | ---------------- | -------------- | ----------- |
| 1    | Alexander Rogow  | Sowjetunion    | 1:59,29 min |
| 2    | John Wood        | Kanada         | 1:59,58 min |
| 3    | Matija Ljubek    | Jugoslawien    | 1:59,60 min |
| 4    | Borislaw Ananiew | Bulgarien      | 1:59,92 min |
| 5    | Wilfried Stephan | DDR            | 2:00,54 min |
| 6    | Károly Szegedi   | Ungarn         | 2:01,12 min |
| 7    | Ivan Patzaichin  | Rumänien       | 2:01,40 min |
| 8    | Ulrich Eicke     | BR Deutschland | 2:02,30 min |
| 9    | Roland Iche      | Frankreich     | 2:04,27 min |

## Weblink
- Ergebnisse